# Tössbo, Vedbo, Nordals, Sundals och Valbo häraders domsaga
Tössbo, Vedbo, Nordals, Sundals och Valbo häraders domsaga var en domsaga i Älvsborgs län som bildades 1680 och omfattade Nordals, Sundals, Tössbo, Vedbo och Valbo härader. Domsagan delades upp 1770 i Nordals, Sundals och Valbo domsaga och Tössbo och Vedbo domsaga.

## Tingslag
- Nordals tingslag
- Sundals tingslag
- Tössbo tingslag
- Valbo tingslag
- Vedbo tingslag